# Anton Ferdinand
Anton Julian Ferdinand (Londra, 18 febbraio 1985) è un ex calciatore inglese, di ruolo difensore.

## Biografia
Di origini irlandesi dal lato materno e santaluciane dal lato paterno, è il fratello di Rio e cugino di Les Ferdinand, entrambi ex calciatori professionisti.

## Carriera

### Club

#### West Ham
Entra a far parte del West Ham come apprendista nel dicembre del 2002. e debutta per la prima volta nell'agosto del 2003 quando prese parte alla vittoria contro il Preston per 2 a 1, nella prima giornata della stagione 2003-2004. Al termine della stagione totalizza 26 presenze senza gol.
Nella stagione 2004-2005, conquista definitivamente il posto da titolare grazie a delle ottime prestazioni (tra cui quella coronata con gol nell'ultima di campionato che permise agli Hammers di battere il Watford per 2-1) e che permise alla squadra di raggiungere un posto nei Play-off per poter essere promossi in Premier League. Il West Ham vinse contro il Preston in finale, guadagnando la promozione dopo due anni di assenza dal massimo campionato.
Nel luglio 2005 decise di prolungare la sua permanenza al West Ham firmando il rinnovo del contratto per altri 3 anni. Vinse anche il premio Giocatore del mese della Premier League nel gennaio del 2006. Nella finale di FA Cup 2005-2006 contro il Liverpool a Cardiff, sbagliò il rigore decisivo.
Nel marzo del 2007 venne rivelato che Ferdinand era stato multato di due settimane di paga per aver mentito circa il posto in cui si trovava. Infatti, il giocatore disse di dover andare all'Isola di Wight per visitare sua nonna, in realtà era andato in Carolina del Sud per celebrare il suo ventiduesimo compleanno. Il West Ham perse la successiva partita contro i rivali del Charlton per 0-4. Uno dei suoi gol con la maglia del West Ham lo segnò nella vittoria contro il Manchester United 2-1 nella stagione 2007-2008, siglando il gol del momentaneo pareggio al 77º minuto grazie ad un calcio d'angolo di Mark Noble. Il suo ultimo gol con gli Hammers lo ha realizzato contro il Fulham.

#### Sunderland e QPR
Il 27 agosto 2008 ha firmato per il Sunderland, che lo ha acquistato per 10 milioni di euro. Nell'ultima giornata di calciomercato dell'estate 2011 passa al Queens Park Rangers per 1,13 milioni di euro, firmando un contratto triennale.

#### Bursaspor ed Antalyaspor
Il 29 gennaio 2013 passa con la formula del prestito alla squadra turca del Bursaspor. Il 14 agosto 2013, rimasto svincolato dal Queens Park Rangers, firma un contratto triennale con l'Antalyaspor.

#### Police e Reading
Dopo aver giocato da maggio ad agosto 2014 in Thailandia con la maglia dei Police, l'11 agosto 2014 fa ritorno in Inghilterra e firma un contratto biennale col Reading, con scadenza il 30 giugno 2016.

### Nazionale
Ha giocato nelle nazionali giovanili inglesi Under-18, Under-20 ed Under-21.

## Statistiche

### Presenze e reti nei club
Statistiche aggiornate all'11 settembre 2015.
| Stagione          | Squadra           | Campionato        | Campionato | Campionato | Coppe nazionali | Coppe nazionali | Coppe nazionali | Coppe continentali | Coppe continentali | Coppe continentali | Altre coppe | Altre coppe | Altre coppe | Totale | Totale |
| Stagione          | Squadra           | Comp              | Pres       | Reti       | Comp            | Pres            | Reti            | Comp               | Pres               | Reti               | Comp        | Pres        | Reti        | Pres   | Reti   |
| ----------------- | ----------------- | ----------------- | ---------- | ---------- | --------------- | --------------- | --------------- | ------------------ | ------------------ | ------------------ | ----------- | ----------- | ----------- | ------ | ------ |
| 2003-2004         | West Ham          | FD                | 20         | 0          | FACup+CdL       | 3+3             | 0               | -                  | -                  | -                  | -           | -           | -           | 26     | 0      |
| 2004-2005         | West Ham          | FLC               | 29+3       | 1+0        | FACup+CdL       | 3+1             | 0               | -                  | -                  | -                  | -           | -           | -           | 36     | 1      |
| 2005-2006         | West Ham          | PL                | 33         | 2          | FACup+CdL       | 5+0             | 0               | -                  | -                  | -                  | -           | -           | -           | 38     | 2      |
| 2006-2007         | West Ham          | PL                | 31         | 0          | FACup+CdL       | 1+1             | 0               | CU                 | 1                  | 0                  | -           | -           | -           | 34     | 0      |
| 2007-2008         | West Ham          | PL                | 25         | 2          | FACup+CdL       | 2+2             | 0               | -                  | -                  | -                  | -           | -           | -           | 29     | 2      |
| Totale West Ham   | Totale West Ham   | Totale West Ham   | 138+3      | 5+0        |                 | 21              | 0               |                    | 1                  | 0                  |             | -           | -           | 163    | 5      |
| 2008-2009         | Sunderland        | PL                | 31         | 0          | FACup+CdL       | 3+2             | 0               | -                  | -                  | -                  | -           | -           | -           | 36     | 0      |
| 2009-2010         | Sunderland        | PL                | 24         | 0          | FACup+CdL       | 0+1             | 0               | -                  | -                  | -                  | -           | -           | -           | 25     | 0      |
| 2010-2011         | Sunderland        | PL                | 27         | 0          | FACup+CdL       | 1+2             | 0               | -                  | -                  | -                  | -           | -           | -           | 30     | 0      |
| ago. 2011         | Sunderland        | PL                | 3          | 0          | FACup+CdL       | 0+1             | 0               | -                  | -                  | -                  | -           | -           | -           | 4      | 0      |
| Totale Sunderland | Totale Sunderland | Totale Sunderland | 85         | 0          |                 | 10              | 0               |                    | -                  | -                  |             | -           | -           | 95     | 0      |
| 2011-2012         | QPR               | PL                | 31         | 0          | FACup+CdL       | 2+0             | 0               | -                  | -                  | -                  | -           | -           | -           | 33     | 0      |
| 2012-gen. 2013    | QPR               | PL                | 13         | 0          | FACup+CdL       | 2+1             | 0               | -                  | -                  | -                  | -           | -           | -           | 16     | 0      |
| Totale QPR        | Totale QPR        | Totale QPR        | 44         | 0          |                 | 5               | 0               |                    | -                  | -                  |             | -           | -           | 49     | 0      |
| gen.-giu. 2013    | Bursaspor         | SL                | 7          | 0          | CT              | 1               | 0               | -                  | -                  | -                  | -           | -           | -           | 8      | 0      |
| 2013-2014         | Antalyaspor       | SL                | 3          | 0          | CT              | 3               | 0               | -                  | -                  | -                  | -           | -           | -           | 6      | 0      |
| mag.-ago. 2014    | Police            | PL                | 0          | 0          | TFACup+TCdL     | 0+0             | 0               | -                  | -                  | -                  | -           | -           | -           | 0      | 0      |
| 2014-2015         | Reading           | FLC               | 2          | 0          | FACup+CdL       | 0+0             | 0               | -                  | -                  | -                  | -           | -           | -           | 2      | 0      |
| 2015-2016         | Reading           | FLC               | 5          | 0          | FACup+CdL       | 0+2             | 0               | -                  | -                  | -                  | -           | -           | -           | 7      | 0      |
| Totale Reading    | Totale Reading    | Totale Reading    | 7          | 0          |                 | 2               | 0               |                    | -                  | -                  |             | -           | -           | 9      | 0      |
| Totale carriera   | Totale carriera   | Totale carriera   | 284+3      | 5+0        |                 | 42              | 0               |                    | 1                  | 0                  |             | -           | -           | 330    | 5      |